# Даллас Старс
«Даллас Старс» (укр. Зірки Далласу, англ. Dallas Stars) — професіональна хокейна команда міста Даллас у штаті Техас. Команда заснована у 1967 в місті Міннеаполіс, Міннесота. Первісну назву «Міннесота Норз-Старс» у 1993 змінено на «Даллас Старс» після переїзду команди у Даллас, Техас.
 Команда — член Центрального дивізіону, Західної Конференції, Національної хокейної ліги.
Домашнє поле для «Даллас Старс» — Амерікан-Ерлайнс-центр.
«Старс» виграли хокейний трофей Кубок Стенлі у 1998–1999 році.

## Володарі Кубка Стенлі
| Воротарі: Ед Бельфур, Роман Турек Захисники: Шон Чемберс, Деріен Гетчер (К), Крейг Людвіг, Річард Матвійчук, Брент Северин, Дерріл Сідор, Сергій Зубов Нападники: Гі Карбонно, Бенуа Гогю, Тоні Геркес, Бретт Галл, Майк Кін, Джеймі Лангенбраннер, Єре Лехтінен, Грант Маршалл, Майк Модано, Джо Ньювендайк, Дерек Плант, Дейв Рід, Джон Сім, Блек Слоан, Браян Скрудленд, Пет Вербек Головний тренер: Кен Гічкок Генеральний менеджер: Боб Гейні |